# Oculina tenella
Oculina tenella är en korallart som beskrevs av Pourtalès 1871. Oculina tenella ingår i släktet Oculina och familjen Oculinidae. IUCN kategoriserar arten globalt som otillräckligt studerad. Inga underarter finns listade i Catalogue of Life.